# Manuel Otalora Ortiz
Manuel Hernando Otalora Ortiz é um importante atleta colombiano da modalidade Boliche que foi campeão sul-americana em Medellín 2010.
A  trajetória esportiva de Manuel Hernando Otalora Ortiz se identifica por sua participação nos seguintes eventos nacionais e internacionais:

## Jogos Sul-Americanos
Foi reconhecido o seu triunfo por ser o terceiro atleta com mais medalhas da delegação da  Colômbia nos jogos de Medellín 2010.

### Jogos Sul-Americanos de Medellín 2010
Por seu desempenho na nona edição dos Jogos, foi destaque por ser o terceiro atleta com o maior de número de medalhas entre todos os participantes do evento, com um total de 6 medalhas:
- , Medalha de ouro: Boliche Individual masculino
- , Medalha de ouro: Boliche Duplas masculino
- , Medalha de ouro: Boliche Trios masculino
- , Medalha de ouro: Boliche Quartetos masculino
- , Medalha de ouro: Boliche Todos os eventos individual masculino
- , Medalha de ouro: Boliche Todos os eventos por equipes